# Hala Stulecia
Hala Stulecia (Hundredeårshallen) (tidligere Hala Ludowa (Folkets Hal) er en historisk bygning i Wrocław, Polen. Den benyttes i dag som multiarena for sportsarrangementer, koncerter, messer og lignende. 

## Historie
Bygningen er tegnet af arkitekt Max Berg, og blev opført fra 1911, og indviet 20. maj 1913. 
I 2006 kom bygningen på UNESCOs Verdensarvsliste.